# Onoba manzoniana
Onoba manzoniana is een slakkensoort uit de familie van de Rissoidae. De wetenschappelijke naam van de soort is voor het eerst geldig gepubliceerd in 1987 door Rolán.